# خانه اکبر آقا بابایی
خانه اکبر آقا بابایی مربوط به دوره پهلوی است و در شهرستان گرگان، بخش مرکزی، دهستان استرآباد جنوبی، روستای زیارت واقع شده و این اثر در تاریخ ۲۲ آبان ۱۳۸۶ با شمارهٔ ثبت ۲۰۰۴۸ به‌عنوان یکی از آثار ملی ایران به ثبت رسیده است.